# Mesothen perflava
Mesothen perflava är en fjärilsart som beskrevs av William James Kaye 1911. Mesothen perflava ingår i släktet Mesothen och familjen björnspinnare. Inga underarter finns listade i Catalogue of Life.